# Lahae
Lahae é uma aldeia e suco situada no posto administrativo de Aileu, no município homónimo, em Timor-Leste. A área administrativa cobre uma área de 13,64 quilómetros quadrados e no momento do censo de 2015, tinha uma população de 698 habitantes.

## Aldeias
- Lahae
- Eralolo
- Lacasori
- Denhuni
- Riatelo[2]